# جف گورسن
جف گورسن (انگلیسی: Jeff Gourson؛ زادهٔ ۳۰ ژانویهٔ ۱۹۴۶) کارگردان فیلم، تهیه‌کننده فیلم و تدوین‌گر اهل ایالات متحده آمریکا است.
از فیلم‌ها یا مجموعه‌های تلویزیونی که وی در آن‌ها نقش داشته‌است، می‌توان به ترون، آقای دیدز، نیکی کوچک، پرواز مسیریاب، طولانی‌ترین فاصله، ۵۰ قرار اول، دختران سفیدپوست، نمی‌توانید عشق مرا بخرید، اکنون شما را چاک و لری اعلام می‌کنم و کلیک شاره نمود.